# Dorothy L. Sayers
Dorothy Leigh Sayers, född 13 juni 1893 i Oxford, Oxfordshire, död 17 december 1957 i Witham, Essex, var en brittisk författare, poet och översättare.

## Biografi
Dorothy Sayers växte upp som ensambarn i ett religiöst hem – hennes far var präst. Hon fick utbildning i hemmet, på internatskola och på Somerville College, ett flickcollege i Oxford, där hon läste franska och tyska. Hon började yrkeslivet som lärare och var sedan, under tjugotalet, framgångsrik i reklambranschen som copywriter fram till att hon kunde leva på sitt författarskap.
Sayers skrev huvudsakligen om detektiven Lord Peter Wimsey, men även noveller om Montague Egg. Hon övergav senare deckargenren – hennes sista verk inom genren innehåller allt mindre av deckargåtor och liknar "vanlig" skönlitteratur – och övergick till att översätta och tolka medeltida verk till engelska, som Dantes Divina Commedia och La Chanson de Roland. Hon författade även teologiska verk och dramatik. Dorothy Sayers var nära vän till Clive Staples Lewis, författaren till Narnia-böckerna.

## Bibliografi

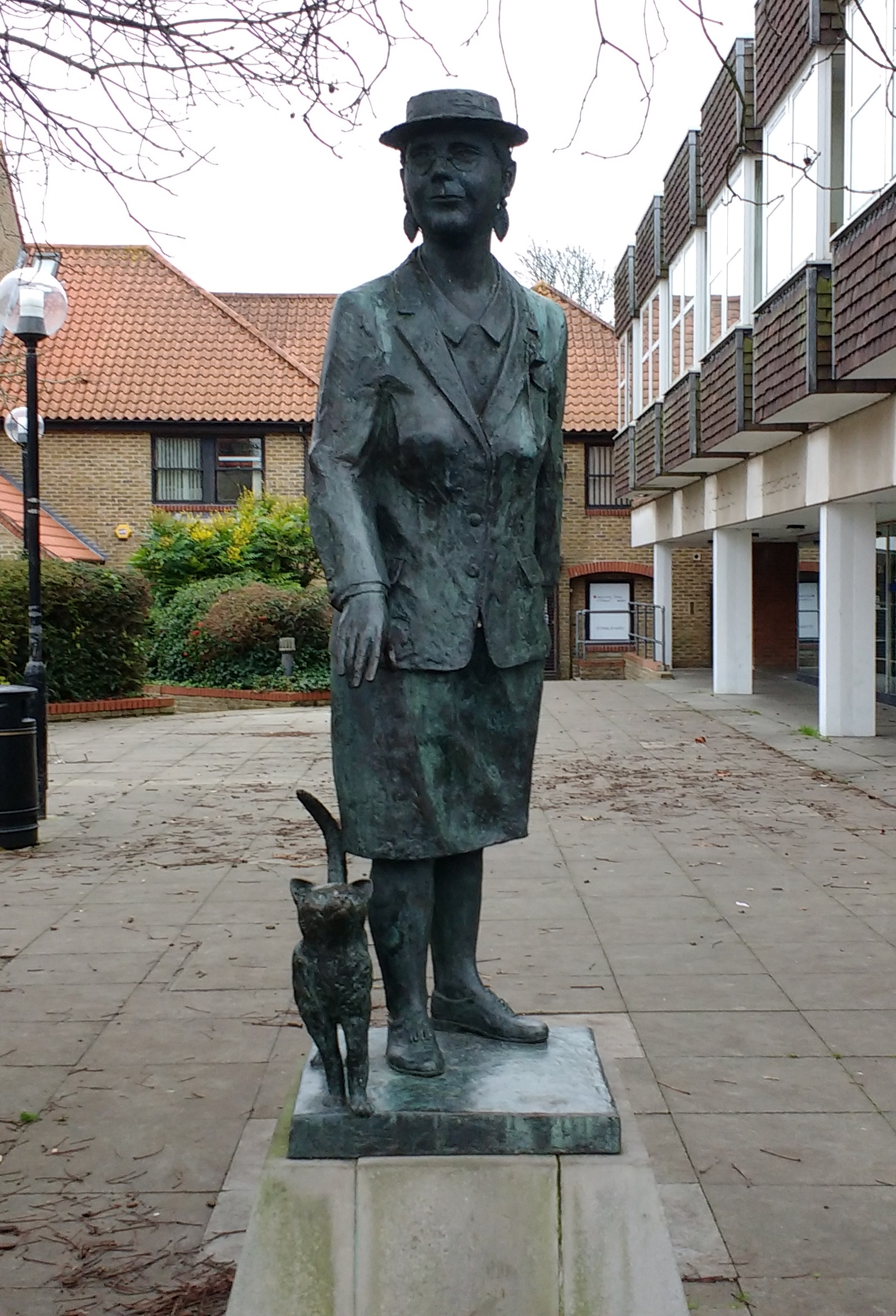
Bronsstaty av Dorothy Sayers, på Newland Street i Witham, England.

## Brevsamlingar
- 1996 – The letters of Dorothy L. Sayers, Vol. 1, 1899–1936
- 1997 – The letters of Dorothy L. Sayers. Vol. 2, 1937–1943
- 1998 – The letters of Dorothy L. Sayers. Vol. 3, 1944–1950

## Biografier
- 1975 – Hitchman, Janet. - Such a strange lady : an introduction to Dorothy L. Sayers (1893-1957) / by Janet Hitchman. - 1975 - Repr.. - ISBN 0-450-02139-4
  - Hitchman, Janet. - Dorothy L. Sayers : en biografi / Janet Hitchman ; övers. av Ylva Spångberg. - 1979. - ISBN 91-7268-042-3 (inb)

- 1981 – Brabazon, James. - Dorothy L. Sayers : the life of a courageous woman / by James Brabazon ; with a pref. by Anthony Fleming and a foreword by P.D. James. - 1981. - ISBN 0-575-02728-2

- 2007 – Hidal, Sten, "Dorothy L.Sayers – mer än en deckardrottning"  i förf:s Fredrika Bremer hos påven och andra essayer. Artos, ISBN 978-91-7580-350-0

## Priser och utmärkelser
- 1996 –  The Rusty Dagger
- Asteroiden 3627 Sayers[4]
- Nedslagskratern Sayers på planeten Venus[5]